# روب براون (لاعب هوكي جليد)
روب براون هو لاعب هوكي جليد كندي، ولد في 10 أبريل 1968 في كينغستون في كندا.

## وصلات خارجية
- روب براون على موقع دوري الهوكي الوطني (الإنجليزية)
- روب براون على موقع قاعة مشاهير الهوكي (لاعب أن.إتش.أل) (الإنجليزية)
- روب براون على موقع EliteProspects.com (الإنجليزية)
- روب براون على موقع HockeyDB.com (الإنجليزية)
- روب براون على موقع Hockey-Reference.com (الإنجليزية)